# 金の尾遺跡
座標: 北緯35度40分22.0秒 東経138度31分22.0秒 / 北緯35.672778度 東経138.522778度
金の尾遺跡（かねのおいせき）は、山梨県甲斐市大下条にある遺跡。縄文時代前期末から縄文中期と、弥生時代後期の集落と墓域を含む複合遺跡。

## 概要
縄文前期末・中期の建物跡や土坑、弥生後期の建物跡や方形・円形周溝墓、古墳時代前期・後期、平安時代の建物跡などが検出されており、特に弥生後期の集落としては山梨県内最大級のもので、多彩な出土遺物を伴っているため注目されている。

## 立地と地理的・歴史的景観
金の尾遺跡は甲府盆地の北西部、奥秩父山地に属する金峰山から発し市域を南流する荒川右岸に位置する。立地環境は荒川扇状地南端部の沖積地上、また西部の赤坂台地との境界を流れる貢川左岸の自然堤防上で、標高は285メートル付近。遺跡の規模は南北400メートル、東西300メートルの範囲と想定されている。周辺は住宅街で、周辺には御岳田遺跡、三昧堂遺跡、末法遺跡などの遺跡が分布している。
縄文時代の集落は台地や扇状地上に立地する傾向にあり盆地底部に立地する遺跡数が少ないが、荒川右岸地域では縄文時代の遺構・遺物は原腰遺跡や松ノ尾遺跡、甲府市の上石田遺跡などで建物跡や遺物が確認されており、金の尾遺跡からも中期の建物跡8軒が確認されている。弥生時代の遺跡は周辺では分布が少ないが、古墳中期前半まで継続した金の尾遺跡は荒川右岸地域だけでなく県内全域においても笛吹市の身洗沢遺跡などとともに代表的な弥生集落として重要な位置を占めている。
古墳時代には原腰遺跡や松ノ尾遺跡、御岳田遺跡などが存在し、当遺跡からも古墳時代の遺物が出土している。甲府盆地における古墳の築造は曽根丘陵地域において前期古墳が展開するが、古墳後期に至ると荒川右岸地域にも後期古墳を築造する勢力が出現する。金の尾遺跡近辺に古墳の存在は見られないものの、荒川左岸では万寿森古墳や加牟那塚古墳、千塚・山宮古墳群（以上甲府市域）、赤坂台地の赤坂台古墳群など周辺には盆地北西部における勢力が分布している。松ノ尾遺跡では古墳後期の遺構・遺物が出土しておりこれらの造墓勢力が背景に存在したと考えられているが、金の尾遺跡では古墳後期の建物跡1軒のみが確認されている。
奈良・平安時代に至ると荒川右岸地域における遺跡数はさらに増加する。金の尾遺跡周辺では明瞭な遺構が見られないものの、古代甲斐国のうち盆地西部の巨摩郡に比定されるこの地域では、巨摩郡家の候補地である松ノ尾遺跡において墨書土器や金銅仏が出土している。さらに甲斐市天狗沢には天狗沢瓦窯跡が所在し、供給地は不明であるものの古代寺院に対して瓦を生産していたと考えられており、巨摩郡において重要な地域であったと位置づけられている。
また、甲斐市島上条一帯は松尾社領・志摩荘の中核地域で、中世には荒川右岸地域を灌漑する上条堰が流れ、古くから開発された地域であったと考えられている。

## 発掘調査と検出遺構・出土遺物
金の尾遺跡は1977年（昭和52年）に中央自動車道の建設計画に際して発見され、1987年の第一次調査以来、山梨県埋蔵文化財センターや敷島町教育委員会により2004年まで7次の発掘調査が実施されている。周辺は旧敷島町域南部の住宅地であるため、いずれも宅地造成など開発に際して行われた緊急調査で、調査区域は隣接したものではない。
中央道建設工事に際した1987年の第1次調査では県埋蔵文化財センターにより89年まで工事区間の調査が行われ、8000平方メートルの調査範囲で弥生時代の建物跡32軒、方形・円形周溝墓17基、土坑やV字溝などの遺構が検出され、中部高地系土器や東海系土器、縄文時代の建物跡8軒（前期末1、中期中葉7）などが出土した。弥生時代の建物跡からは弥生時代には珍しい土偶が出土している。
第2次調査以降は敷島町教育委員会が主体となり、1990年（平成2年）にはマンション建設に際して遺跡北端にあたる地点が、1992年（平成4年）には町道建設に際して第1次調査地点の南側地点の調査が実施された。1993年（平成5年）には、遊戯施設建設に際して第1次調査区の北側地点が、1997年（平成8年）には町営住宅・民間施設の建設に際して6次までの調査が実施され、環濠の一部などが検出された。
2004年（平成16年）には民間遊技場建設に伴う事前調査が行われ、第一次調査区の北側隣接地域から弥生時代の周溝墓、集落南側を囲む溝状遺構、古墳前期の周溝墓、5世紀初頭の壺型埴輪を伴う低墳丘墓のほか、縄文中期の建物跡1軒や竪穴状遺構1基、集石遺構2基、土坑2基、当遺跡におけるはじめての検出事例となった古墳中期の竪穴状遺構3基と周溝墓3基、建物跡1軒、土坑4基、台付甕などの土器類が検出されている。第5次調査では弥生末期の壺棺が出土し、6次調査ではV字状環濠が検出されている。
縄文時代の遺構では建物跡9軒、竪穴状遺構1基、集石遺構や土坑が検出されている。第一次調査で検出された8軒の建物跡は、本遺跡において最古となる前期終末の十三菩提式期1軒と中期中葉の勝坂式期7軒で、第7次調査でも1基が確認されている。縄文時代の遺物では縄文早期の押型文土器が最も古く縄文前期には定住痕跡が明瞭な建物跡が確認されているが、主体は縄文中期。第3次調査では中期末から後期初頭の土坑23基が検出されている。
弥生時代の遺構では竪穴建物跡33棟、方形周溝墓26基、壺棺や土坑、溝跡のほか、一部には環濠が存在する。第一次調査では弥生後期の建物跡23軒、方形周溝墓15基、円形周溝墓2基、溝跡が検出され、4次調査では後期の建物1基、方形周溝墓9基、溝跡が検出されている。建物跡は地床炉や埋甕炉などを伴い、そのうち25パーセントが焼失家屋で炭化した柱や垂木材、草などの屋根材や焼土や炭化米などが検出されている。
方形周溝墓は1次で17基、4次で9基の26基が確認されており、形態はうち24基を占める方形が主で、2基が円形となっている。第5次調査では壺棺が出土しており、これは正位で蓋のされた状態で出土し、県内ではじめての出土事例となった。6次調査では環濠遺構が確認されている。
集落はV字状の溝により南北に分割し、北側は墓域で土坑が分布している。出土土器は中部高地系と東海系土器の混出が特徴で、地域間交流が考えられている。また、壺型埴輪は県内では曽根丘陵地域の甲斐銚子塚古墳や岡銚子塚古墳、大師東丹保古墳などの出土事例があるが、金の尾遺跡では低墳墓系の2号周溝墓群から二重口縁部が出土し、大師東丹保古墳のものと類似する4世紀末から5世紀初頭にあたる初現期のものであると考えられている。
また、弥生後期の土坑内からは山梨県内で出土事例の少ないスカイブルーのガラス玉7個も出土している。